# Dörrenberg (Wüstung)
Dörrenberg war ein Weiler auf dem Gebiet der heutigen Gemeinde Motten (Bayern) im unterfränkischen Landkreis Bad Kissingen. Er musste 1938 dem Truppenübungsplatz Wildflecken weichen.

## Lage
Das Straßendorf lag nördlich von Neuglashütten auf 550 Metern über dem Meeresspiegel am Südhang der Dammersfeldkuppe. Zum Ort führte ein Stichweg der Straße von Kothen nach Reußendorf.

## Geschichte
Dörrenberg geht auf einen Hof aus dem 18. Jahrhundert zurück. Glasreste und Schächte lassen auf Glasverhüttung und Abbau von Eisenerz schließen. Zur Schule gingen die Kinder ab 1777 nach Neuglashütten, später nach Altglashütten. Zur Kirche gingen die Einwohner erst nach Kothen, dann nach Errichtung einer Lokalkaplanei nach Altglashütten. Mit dem Gemeindeedikt im frühen 19. Jahrhundert wurde Dörrenberg ein Ortsteil der Gemeinde Kothen.
Am 1. April 1938 wurde das Dorf wegen des Baus des Truppenübungsplatzes Wildflecken geräumt. Die 47 Einwohner verzogen in die Rhön, in den Raum Offenbach, nach Fulda oder nach Gerolzhofen.